# Feketevölgy
Feketevölgy (románul Poiana Vadului, 1968-ig Neagra) település Romániában, Fehér megyében.

## Fekvése
A megye északnyugati részén található, Gyulafehérvártól 101 km-re északnyugatra, Topánfalvától 15 km-re nyugatra. Az Erdélyi-érchegység egyik völgyében fekszik.

## Története
1600-ban Walle Nigra néven jelentkezik először a forrásokban.
A trianoni békeszerződésig Torda-Aranyos vármegye Topánfalvi járásához tartozott. A második bécsi döntés nem érintette.

## Lakossága
1910-ben 3056 lakosa volt, melyből 3048 román, 5 magyar, 3 egyéb nemzetiségű volt.
2002-ben 213 román lakosa volt.
A lakosság fő jövedelemforrása az erdőkitermelés és állattenyésztés.